# ليني هارت
ليني هارت (بالإنجليزية: Lenny Hart)‏ هو موسيقي أمريكي، ولد في 19 سبتمبر 1919 في نيويورك في الولايات المتحدة، وتوفي في 1974.